# Pegaeophyton angustiseptatum
Pegaeophyton angustiseptatum là một loài thực vật có hoa trong họ Cải. Loài này được Al-Shehbaz et al. mô tả khoa học đầu tiên năm 2000.